# Bus 657
Pour plus de détails, voir Fiche technique et Distribution.
Bus 657 (Heist) est un film américain réalisé par Scott Mann, sorti en 2015.

## Synopsis
Francis « Pope » Silva (Robert De Niro), parrain de la mafia, souhaite se retirer des affaires et confier la gestion de son casino à son protégé. Lorsque Luke Vaughn (Jeffrey Dean Morgan), employé de longue date du casino, vient lui demander de l'argent pour sauver sa fille malade, il le licencie. Luke Vaughn, aidé par Francis Cox (Dave Bautista), un collègue, planifie alors de braquer le casino. Ils parviennent à voler l'argent mais sont poursuivis par les hommes de main de Francis Silva. Ils se réfugient alors dans le bus numéro 657, prenant ainsi les passagers en otage pour une longue course poursuite.

## Fiche technique
- Titre original : Heist
- Réalisation : Scott Mann
- Scénario : Stephen C. Sepher et Max Adams
- Directeur de la photographie : Brandon Cox
- Montage : Robert Dalva
- Musique : James Edward Barker et Tim Despic
- Décors : Bradford Johnson
- Costumes : Rachel Stringfellow
- Production : Randall Emmett, George Furla, Wayne Marc Godfrey, Robert Jones, Alexander Tabrizi
- Sociétés de production : Emmett/Furla/Oasis Films, Mass Hysteria Entertainment, Silver Plane Films, Tri Vision Pictures
- Sociétés de distribution :  États-Unis : Lionsgate,  France : Marco Polo Production
- Durée : 93 min.
- Genre : action, thriller
- Dates de sortie :
  - États-Unis : 13 novembre 2015
  - France : 6 janvier 2016 en DVD

## Distribution
- Jeffrey Dean Morgan (VF : Jérémie Covillault ; VQ : Benoît Rousseau) : Luke Vaughn[1]
- Robert De Niro (VF : Jacques Frantz ; VQ : Hubert Gagnon) : Francis « Pope » Silva[1]
- Morris Chestnut (VF : Gilles Morvan ; VQ : Jean-François Beaupré) : Derrick « Dog » Prince
- Dave Bautista (VF : Michel Vigné ; VQ : Frédéric Paquet) : Jason Cox
- Gina Carano (VF : Marjorie Frantz) : Officier Krizia « Kris » Bajos
- Mark-Paul Gosselaar (VF : Emmanuel Curtil) : Le détective Marconi
- D.B. Sweeney (VF : Pascal Germain ; VQ : Patrick Chouinard) : Bernie
- Stephen Cyrus Sepher (VF : Joël Zaffarano) : Julian Dante
- Lydia Hull : Pauline
- Tyson Sullivan (VF : Cédric Dumond) : Mickey
- Alyssa Julya Smith : Rebecca
- Kate Bosworth (VF : Chloé Berthier) : Sydney Silva
- Hawn Tran : Tom
- Tyler Jon Olson : Steve
- Christopher Rob Bowen : Eric
- Lance E. Nichols (VF : Mostéfa Stiti) : Le capitaine Michaels
- Ritchie Montgomery (VF : José Luccioni) : Jono

 Source et légende : version française (VF) sur RS Doublage

## Accueil

### Box-office
Bus 657 connaît une distribution limitée en salles, rapportant que 50 136 $ de recettes durant les deux semaines où le film fut à l'affiche. À l'international, le film rapporte 3 726 910 $, portant le cumul mondial à 3 777 046 $.
Le film est un échec commercial, car il n'a pas réussi à rentabiliser son budget de production estimé entre 8,9 et 15 millions de $,.